# Chủ nghĩa tự do bảo thủ
Chủ nghĩa tự do bảo thủ là một biến thể của chủ nghĩa tự do, kết hợp các giá trị và chính sách tự do với lập trường bảo thủ, hoặc đơn giản là đại diện cho cánh hữu của phong trào tự do. Đó là một biến thể tích cực hơn và ít triệt để hơn của chủ nghĩa tự do cổ điển. Các đảng tự do bảo thủ có xu hướng kết hợp các chính sách tự do thị trường với các quan điểm truyền thống hơn về các vấn đề xã hội và đạo đức.    Chủ nghĩa tự do mới cũng được xác định là họ hàng hoặc song sinh với chủ nghĩa tự do bảo thủ, và một số điểm tương đồng tồn tại giữa chủ nghĩa tự do bảo thủ và chủ nghĩa tự do dân tộc.

## Tổng quan
"Thay vì theo chủ nghĩa tự do tiến bộ (tức là chủ nghĩa tự do xã hội)," Robert Kraynak, giáo sư tại Đại học Colgate, viết: "những người theo chủ nghĩa bảo thủ dựa trên các nguồn thông tin tiền hiện đại, như triết học cổ điển (với những ý tưởng về đức hạnh, lợi ích chung, và quyền tự nhiên), Kitô giáo (với các ý tưởng về luật tự nhiên, bản chất xã hội của con người và tội lỗi nguyên thủy) và các thể chế cổ xưa (như luật chung, cơ quan doanh nghiệp và hệ thống phân cấp xã hội). Điều này mang lại cho chủ nghĩa tự do của họ một nền tảng bảo thủ. Nó có nghĩa là theo Plato, Aristotle, St. Augustine, St. Thomas Aquinas và Edmund Burke chứ không phải Locke hay Kant; nó thường bao gồm một sự cảm thông sâu sắc đối với chính trị của polis Hy Lạp, Cộng hòa La Mã và các chế độ quân chủ Kitô giáo. Nhưng, như những người theo chủ nghĩa hiện thực, những người theo chủ nghĩa tự do bảo thủ thừa nhận rằng chính trị cổ điển và trung cổ không thể được khôi phục trong thế giới hiện đại. Và, với tư cách là những nhà đạo đức, họ thấy rằng thí nghiệm hiện đại về tự do và tự trị có tác dụng tích cực trong việc nâng cao phẩm giá con người cũng như mở ra (ngay cả giữa văn hóa đại chúng) cho những khát khao siêu việt về vĩnh hằng. Theo cách tốt nhất thực tế của nó, chủ nghĩa tự do bảo thủ thúc đẩy tự do theo lệnh của Thiên Chúa và thiết lập các biện pháp bảo vệ hiến pháp chống lại sự chuyên chế. Nó cho thấy một chế độ tự do dựa trên đạo đức truyền thống và văn hóa Kitô giáo cổ điển là một thành tựu mà chúng ta có thể tự hào, thay vì chỉ đơn thuần là phòng thủ, như những người được ủy thác của nền văn minh phương Tây ".
Trong bối cảnh châu Âu, chủ nghĩa tự do bảo thủ không nên nhầm lẫn với chủ nghĩa bảo thủ tự do, là một biến thể của chủ nghĩa bảo thủ kết hợp quan điểm bảo thủ với các chính sách tự do liên quan đến các vấn đề kinh tế, xã hội và đạo đức. Nguồn gốc của chủ nghĩa tự do bảo thủ sẽ được tìm thấy ở đầu lịch sử của chủ nghĩa tự do. Cho đến hai cuộc chiến tranh thế giới, ở hầu hết các nước châu Âu, giai cấp chính trị được hình thành bởi những người tự do bảo thủ, từ Đức đến Ý. Các sự kiện như Thế chiến I xảy ra sau năm 1917 đã đưa phiên bản tự do cổ điển triệt để hơn sang một loại chủ nghĩa tự do bảo thủ hơn (tức là ôn hòa hơn). Các đảng tự do bảo thủ đã có xu hướng phát triển ở các nước châu Âu nơi không có đảng bảo thủ thế tục mạnh mẽ và nơi mà sự tách biệt giữa nhà thờ và nhà nước ít là vấn đề. Ở những nước đó, nơi các đảng bảo thủ là dân chủ Thiên chúa giáo, thương hiệu tự do bảo thủ này đã phát triển.
Ở Hoa Kỳ, những người theo chủ nghĩa bảo thủ mới có thể được phân loại là những người theo chủ nghĩa tự do bảo thủ, theo Peter Lawler, giáo sư tại Berry College:"Ở Mỹ ngày nay, những người theo chủ nghĩa tự do có trách nhiệm, những người thường được gọi là theo chủ nghĩa bảo thủ mới, nhận thấy rằng chủ nghĩa tự do phụ thuộc vào con người, những người coi trọng trẻ em, yêu nước và tôn giáo.. Những người tự do có trách nhiệm này ca ngợi những thiên hướng phi cá nhân của con người trong nỗ lực nâng đỡ chủ nghĩa tự do. Một trong những khẩu hiệu của họ là 'xã hội học bảo thủ với chính trị tự do'. Những người này nhận ra rằng chính trị của các cá nhân tự do và hợp lý phụ thuộc vào một thế giới xã hội tiền chính trị khác xa với toàn bộ tự do và lý trí nói chung ". Trong bối cảnh Mỹ, chủ nghĩa tự do bảo thủ cũng như chủ nghĩa bảo thủ tự do không nên nhầm lẫn với chủ nghĩa bảo thủ tự do, vốn chịu ảnh hưởng của chủ nghĩa tự do cánh hữu. 